# Rahimyar Khan
Rahimyar Khan oder Rahim Yar Khan (Urdu رحیم یار خان) ist eine Stadt im Süden der pakistanischen Provinz Punjab. Der alte Name der Stadt, die im Jahre 1750 von Fazal Elahi Halani als Festung angelegt wurde, war Naushehra.
1883 änderte Nawab Sadiq Khan IV. von Bahawalpur den Namen der Stadt und benannte sie nach seinem Sohn Rahim Yar Khan. Heute liegt die Stadt an einer wichtigen Eisenbahnlinie, die im Süden nach Sukkur und im Norden nach Bahawalpur führt. Im Jahre 1998 hatte die Stadt eine Bevölkerung von 233.537 und wies ein jährliches Bevölkerungswachstum von 4,04 Prozent auf. Bei Zensus 2017 war die Bevölkerung auf 420.419 Einwohner angestiegen. Der Flughafen Rahimyar Khan wird unter anderem von Lahore aus angeflogen.
Der nächstgelegene Fluss ist der Indus, der etwa 40 Kilometer nordwestlich der Stadt fließt. Die Bevölkerung der Stadt ist zu 96,7 Prozent muslimisch, gefolgt von 1,8 Prozent Hindus. Andere Religionen wie Christen oder Sikhs sind kaum vertreten.

## Distrikt
Der gleichnamige Distrikt grenzt im Norden an Muzaffargarh, im Osten an Bahawalpur, im Süden an Jaisalmer (Indien) und im Westen an Ghotki. Seine Gesamtfläche beträgt ungefähr 11.880 km².
Das Klima in Rahimyar Khan ist sehr heiß und trocken im Sommer und kalt und trocken im Winter. Die Sommersaison ist vergleichsweise länger als die Wintersaison. Sie beginnt im April und dauert bis Ende Oktober an. Der Winter dauert von November bis März. Im Sommer gibt es häufig Stürme und Unwetter. Der Niederschlagsdurchschnitt beträgt etwa 100 mm.

## Städtepartnerschaften
- Kairo, Ägypten

## Persönlichkeiten
- Muniba Mazari (* 1987), Aktivistin, Moderatorin, Model und Sängerin